# Wyższa Szkoła Kupiecka w Łodzi
Wyższa Szkoła Kupiecka w Łodzi – była uczelnia niepubliczna w Łodzi, wpisana do rejestru MEN w 1994 roku. Była wpisana do rejestru MNiSW z numerem 45.
Szkoła posiadała wydziały zamiejscowe w Koninie, Piotrkowie Trybunalskim, Sieradzu, Szczecinku. Uczelnia oferowała studia magisterskie oraz licencjackie na kierunkach:
- zarządzanie,
- pedagogika,
- administracja,
- socjologia,
- grafika[2].

Ostatnimi rektorami uczelni byli doktorzy Jan Szupiło i Tomasz Malinowski. Obaj sprawowali kadencję do 30 września 2015 roku. Uczelnia weszła w stan likwidacji 14 kwietnia 2016 na podstawie wniosku złożonego przez założyciela uczelni, firmę Varimpex, na początku 2015 roku.